# Giorgio Bassi
Pour les articles homonymes, voir Bassi.
Pas d'image ? Cliquez ici
Giorgio Bassi (né le 20 janvier 1934 à Milan) est un pilote automobile italien.

## Biographie
Giorgio Bassi était un participant régulier de la Formule 3 en Italie. Il n'a participé qu'à une seule course de Formule 1 avec la Scuderia Centro Sud lors du Grand Prix d'Italie 1965.

## Résultats en championnat du monde de Formule 1
| Saison | Écurie              | Châssis | Moteur | Pneus  | GP disputés | Points inscrits | Classement |
| ------ | ------------------- | ------- | ------ | ------ | ----------- | --------------- | ---------- |
| 1965   | Scuderia Centro Sud | BRM P57 | BRM V8 | Dunlop | 1           | 0               | n.c.       |